# 히가시타니오쿠촌
히가시타니오쿠촌(東谷奥村)은 이시카와현 에누마군에 설치되었던 촌이다.

## 지리
- 현재의 가가시 남부, 구 야마나카정에서는 동부에 해당하며, 400m~1300m급 산으로 둘러싸인 골짜기 마을이다.

## 역사
- 1889년 4월 1일 - 정촌제 시행에 의해 11개 촌의 구역을 가지고 성립하였다.
- 1954년 - 니시즈미 주민 전원이 전출하여 무주거지가 되었다. 서행의 제자로 알려진 니시즈미의 무덤이 있어, 그 이름을 딴 지명이 되었다고 한다.
- 1954년 4월 1일 - 야마나카정, 가와미나미촌. 니시타니촌과 합병해 새로운 야마나카정이 성립하였다.

## 그외
가미신보의 역사 - 나니콜레 진백경 2023년 1월 22일 방송, 이시카와현 가가시의 현민의 숲 자연공원에 있는 겨우 들어올릴 수 있을 정도의 무게와 크기의 돌 2~3개에 각각 사람의 얼굴이 새겨져 있다. 조각된 얼굴을 궁금해하는 시청자의 투고를 받아 조사했다, 향토사 연구자와 현민의 숲 지역진흥회에 물어보니 고난의 역사를 살아온 가미신보 사람들이 거주했던 흔적으로 밝혀졌다. 후쿠이 산승이었던 조상이 농민들의 반란을 피해 정착했지만, 새로운 마을이 생겨나고 식량이 부족해지자 원래의 마을이 불태워졌다고 한다. 이후 다이쇼지강 상류 산속으로 피신해 정착했으나 대홍수로 인해 재기할 수 없게 되었다. 당시 메이지 정부가 개척사(開拓使)의 역사로 여겨지는 이주 모집을 알게 되어 홋카이도로 건너갔다.  이주를 떠날 때 그 마을에 자신들이 살았다는 증거를 남기기 위해 돌에 자신의 얼굴을 새겼다고 한다. 방송 전 방송국 직원이 홋카이도 치토세시에서 취재한 결과, 그 마을에서 홋카이도로 이주한 사람의 후손을 만날 수 있었고, 옛 사진도 보여 주었으며, 최근 이전했지만 이전 전 집 입구 부근에 연유는 알 수 없지만 돌에 얼굴을 새긴 것이 있었다는 추억을 이야기했다.